# Кадук рудохвостий
Кадук рудохвостий (Epinecrophylla erythrura) — вид горобцеподібних птахів родини сорокушових (Thamnophilidae). Мешкає в Південній Америці.

## Опис

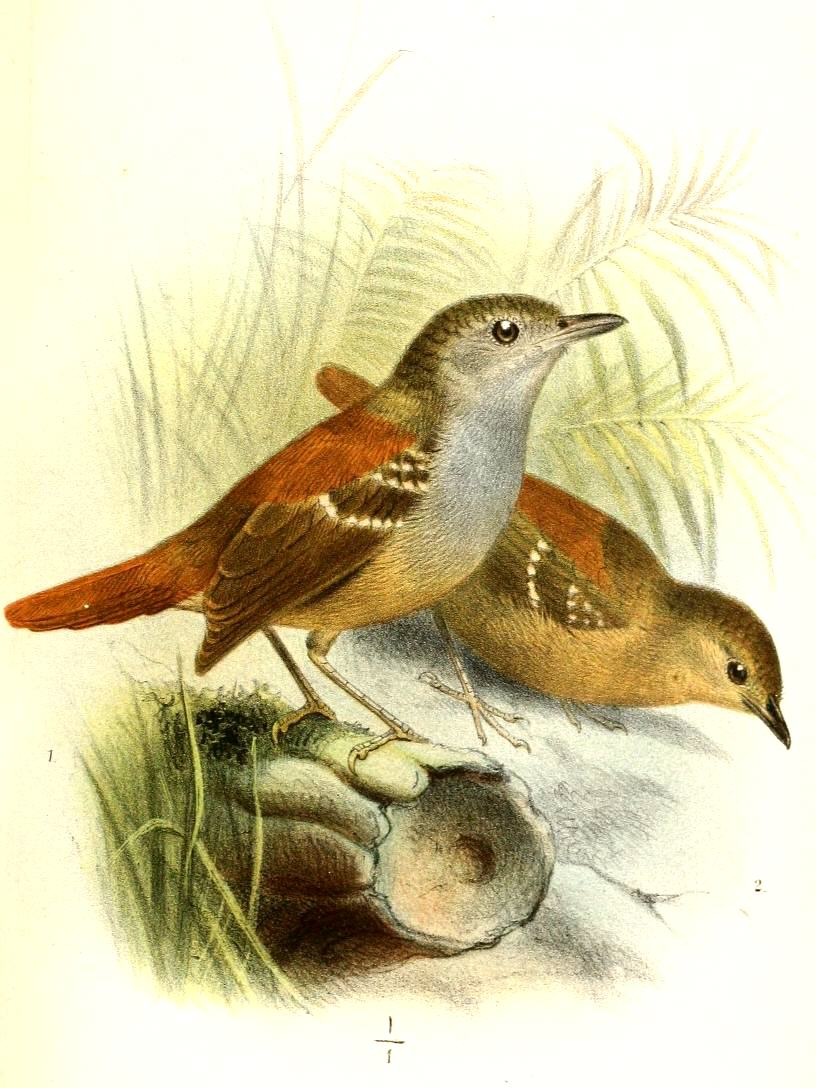
Рудохвості кадуки

Довжина птаха становить 11, 5 см. Хвіст довший, ніж у споріднених видів. У самців верхня частина тіла оливково-коричнева, спина і хвіст рудувато-коричневі, верхні покривні пера крил мають світлі кінчики. Горло і груди сірі, поцятковані темним лускоподібним візерунком, живіт оливково-коричневий. Плями на горлі відсутні. У самиць горло і груди охристі, живіт тьмяно-коричневий. Райдужки червоні або оранжеві, дзьоб темний. Спів — серія високих, скрипучих нот.

## Підвиди
Виділяють два підвиди:
- E. e. erythrura (Sclater, PL, 1890) — південно-східна Колумбія (від Мети на схід до Ваупесу і на південь до Путумайо), схід Еквадору, північний схід Перу (на північ від Мараньйону і Амазонки) і крайній північний захід Бразилії (на захід до верхньої течії Ріу-Негру);
- E. e. septentrionalis (Zimmer, JT, 1932) — схід Перу (передгір'я Анд від Мараньйону на південь до Пуно) і захід Бразильської Амазонії (на південь від Амазонки, на схід до Журуа).

## Поширення і екологія
Рудохвості кадуки мешкають в Колумбії, Еквадорі, Перу і Бразилії. Вони живуть в нижньому і середньому ярусах вологих рівнинних і заболочених тропічних лісів. Зустрічаються парами або невеликими зграйками, на висоті до 900 м над рівнем моря. Часто приєднуються до змішаних зграй птахів. Живляться комахами і павуками, яких шукають серед пожухлого листя. Гніздо куполоподібне з бічним входом.